# Festival international des cinémas d'Asie de Vesoul 2014
 (novembre 2023).
Il peut être nécessaire de l'améliorer pour respecter le principe de neutralité de point de vue. 

Le Festival international des cinémas d'Asie 2014 est la 20e édition du Festival international des cinémas d'Asie de Vesoul qui s'est tenue du 11 au 18 février 2014.

## Palmarès
- Cyclo d'or d'honneur à Brillante Mendoza[2]
- Prix du jury international :
  - Cyclo d'or à Lee Yong-seung pour son film 10 Minutes
  - Grand prix du jury à Deniz Akçay pour son film Nobody's Home.
  - Prix du jury à Anup Singh pour Qissa
- Prix du jury NETPAC à Shi Wei pour The Ferry
- Prix du jury lycéen à Deniz Akçai pour Nobody’s Home
- Prix du jury jeunes à Huaqing Jin pour Blossom With Tears
- Prix du jury Guimet :
  - Prix Émile Guimet à Shi Wei pour The Ferry
  - Coups de cœur Guimet à Kumakiri Kazuyoshi pour son film Summer's End
- Prix du jury INALCO :
  - Prix INALCO à Anup Singh pour Qissa
  - Prix spécial INALCO à Lee Yong-seung pour son film 10 Minutes
- Prix du public :
  - Long métrage de fiction à Kanai Junichi pour Again
  - Film documentaire à Marie-Christine Courtès pour Mille jours à Saïgon
- Prix de la critique à Eduardo Roy pour Quick Change